# 长洲县
长洲县是江苏省苏州市历史上的一个县，因吴王阖闾所建的园林长洲苑而得名。
武周万岁通天元年（696年），析吴县东部分置长洲县，两县同城而治，同属于苏州管辖。宋朝时属平江府。元朝时，属平江路。
清朝，长洲县下设吴塔巡司，初设今常熟市辛庄镇常南村，雍正九年（1731年）移驻浒墅关。雍正二年（1724年），由于长洲县人口、赋税繁多，分出其南部设立元和县（东南），与吴县（西南）、长洲县（东北）3县同治于府城内，同为苏州府的附郭县。1912年（民国元年）撤废长洲县、元和县，均并入吴县。
长洲县自古以来人才辈出，先后出现了17位状元，占苏州全市的四分之一多。